# Nakshatra

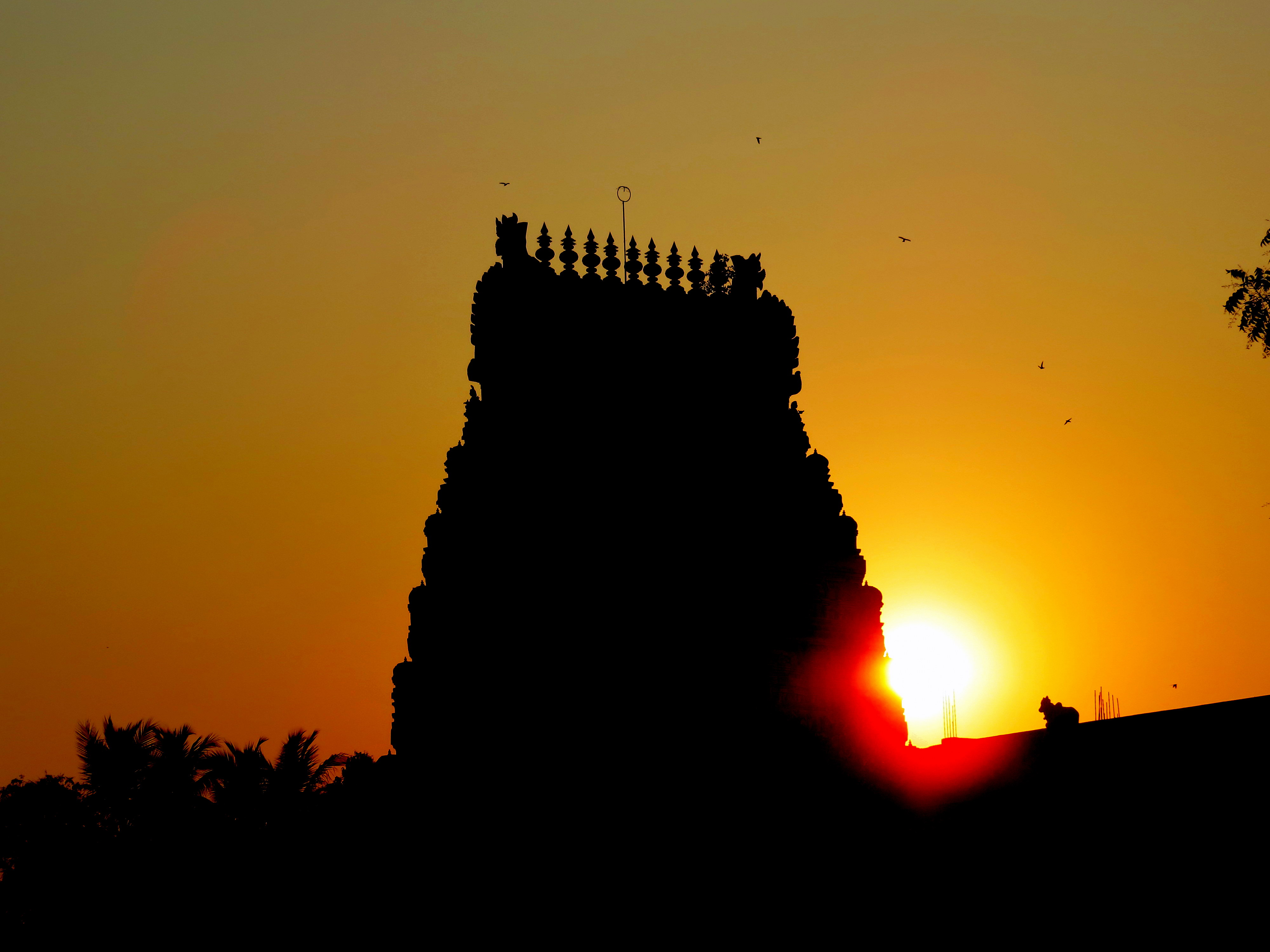
Temple de Sri Naganathaswamy (Thirunageswaram, districte de Thanjavur, l'Índia). Als devots nascuts en Rohini Nakshatra (constel·lació estel·lar segons l'astrologia hindú vèdica) se'ls recomana visitar aquest temple almenys una vegada cada any. Han de romandre a dins durant dues hores i mitja

Nakshatra (del sànscrit: नक्षत्र, segons l'alfabet internacional de transliteració sànscrita: Nakṣatra) és el terme utilitzat per a denominar les cases lunars en el Yiotisha. Un nakshatra és un dels 28 (de vegades també 27) sectors en l'eclíptica. Els seus noms estan relacionats amb l'asterisme més destacat de cada sector respectiu.

## Característiques
El punt de partida del cicle dels nakshatra segons els Vedes és el punt astronòmic denominat "Krittika" (s'ha argumentat que possiblement perquè les Plèiades poden haver començat l'any en el moment en què es van compilar els Vedes, segurament en l'equinocci de primavera); però, en compilacions més recents, el començament de la llista de nakshatra és el punt en l'eclíptica directament oposat a l'estel Spica, anomenat Chitrā en sànscrit, que seria Ashvinī, un asterisme que és part de la constel·lació moderna d'Àries. Aquestes compilacions, per tant, es degueren elaborar durant els segles en els quals el Sol travessava l'àrea de la constel·lació d'Àries en el moment de l'equinocci de primavera. Aquesta versió s'ha anomenat Meshādi o de l'estel d'Àries, encara que n'hi ha altres definicions lleugerament diferents. Aquests dos punts de partida per a una llista de nakshatra, però, han quedat desfasats, perquè el Sol ara passa per Peixos en l'equinocci de primavera, per la qual cosa una llista actual hauria de començar amb Pūrva Bhādrapadā o Uttara Bhādrapadā o Revatī en l'equinocci de primavera. Alguns calendaris hindús encara es basen en les versions anteriors (el calendari shaka).
L'eclíptica es divideix en cadascun dels "nakshatra" cap a l'est a partir d'aquest punt.
El nombre de nakshatra reflecteix el nombre de dies en un mes lunar sideral (valor modern: 27,32 dies), l'ample d'un nakshatra travessat per la Lluna en si fa no fa un cicle. Cada nakshatra se subdivideix en quatre quarts (o pada). Aquests tenen un paper important en l'astrologia hindú popular: cada pada s'associa a una síl·laba, triada convencionalment com la primera síl·laba del nom d'un nen nascut quan l'ascendent/Lagna estava en el corresponent pada.

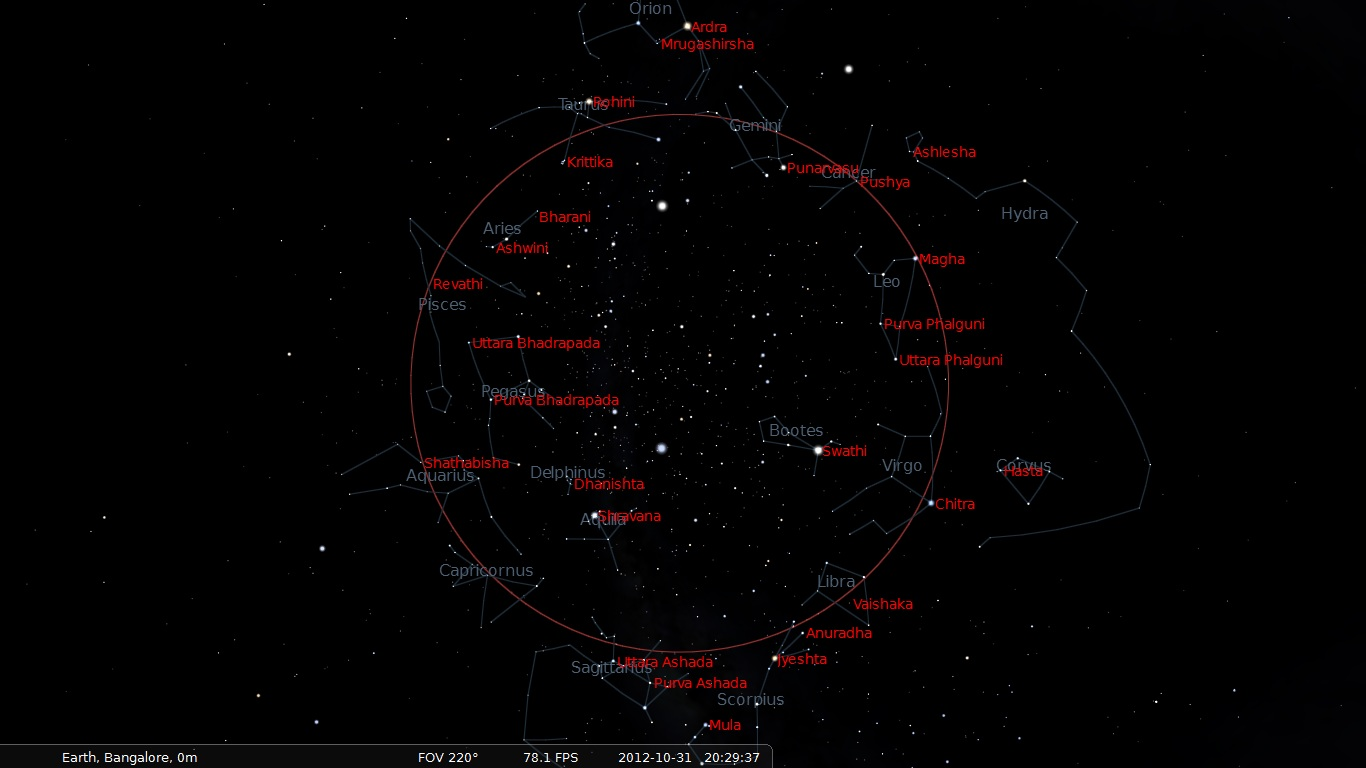
Posició del Nakshatra Mandala Hindú segons les coordenades especificades en el Suria-siddhanta

Els nakshatra de l'astronomia tradicional bhartiya (índia) es basen en una llista de 28 asterismes descrits en l'Atharvaveda (AVŚ 19.7) i també en el Shatápatha-bráhmana (II.1.2). El primer text de l'astronomia índia que els inclou és el Vedanga Jyotisha.
En les escriptures hindús clàssiques (Mahabharata, Jari-vamsa), la creació dels nakshatra s'atribueix a Daksha. Es personifiquen com a filles de Daksha i com a esposes de Chandra, conegut com el Déu de la Lluna (que a contracor es casà amb els altres 26 nakshatra a petició de Daksha, tot i que només estava interessat a casar-se amb Rohini), o alternativament les filles de Kashiapa, el germà de Daksha.
Cadascun dels nakshatra és governat com a "senyor" per un dels nou graha en la següent seqüència: Ketu (Node Lunar Sud), Sukra (Venus), Suria (Sol), Chandra (Lluna), Mangala (Mart), Raju (Node Lunar Nord), Brihaspati (Júpiter), Shani (Saturn) i Budha (Mercuri). Aquest cicle es repeteix tres vegades per cobrir els 27 nakshatra. El senyor de cada nakshatra determina el període planetari conegut com a dasha, que es considera de gran importància per a predir el camí de la vida de l'individu en l'astrologia hindú.
En sànscrit vèdic, el terme nákṣatra pot referir-se a qualsevol cos celestial, o als "estels" col·lectivament. El concepte clàssic d'una "casa lunar" es troba per primera volta en l'Atharvaveda, i es converteix en el significat principal del terme en sànscrit.

## En l'Atharvaveda
En l'Atharvaveda (recensió Shaunakiya, himne 19.7) es dona una llista de 28 estels o asterismes; molts se'n corresponen a aquests nakshatra:
1. Bharani
2. Kṛttikā
3. Rohinī
4. Mrigashīrsha
5. Ārdrā
6. Punarvasu
7. Pushya
8. Asleshā
9. Maghā
10. Purva Phalguni
11. Uttara Phalguni
12. Hasta
13. Chitrā
14. Svāti (Arturo (estrella))
15. Vishākhā
16. Anurādhā
17. Jyeshthā
18. Mūla
19. Purva Ashadha
20. Uttara Ashadha
21. Shravana
22. Dhanishta
23. Satabhishak
24. Purva Phadrapada
25. Uttara Bhadrapada
26. Revati

Curiosament, el terme "nakshatra" té un significat diferent, com es demostra en el Suria-siddhanta, que és un text antic sobre astronomia. En els primers capítols, l'autor, Mayasura o Maya, descriu diverses unitats de temps. Escriu que un "prana" té una durada de 4 segons. Després continua amb una discussió de diverses unitats de temps amb durades progressivament més llargues formades per unitats de temps més curtes, totes compostes per un nombre de prana. Entre aquestes unitats de temps hi ha alguna cosa que denomina "nakshatra". Per exemple: 15 prana formen un minut; 900 prana una hora; 21.600 prana un dia; 583.200 prana un nakshatra (mes). D'acord amb Maya, un nakshatra és una unitat de temps amb una durada de 27 dies.
Aquest cicle de 27 dies s'ha pres com un grup particular d'estels. La relació amb les estreles realment té a veure amb la periodicitat amb la qual la Lluna viatja en el temps i per l'espai més enllà del camp dels estels específics anomenats nakshatra. Per tant, els estels són més aviat nombres en un rellotge a través del qual passen les busques del temps (la Lluna). Aquest concepte fou descobert per la doctora Jessie Mercay en la seua recerca sobre Surya Siddhanta.

## Llista de Nakshatra
La llista clàssica de 27 nakshatra es troba per primera vegada en el Vedanga Jyotisha, un text datat del 600-700 ae. El sistema nakshatra és anterior a l'astronomia de l'antiga Grècia, i prevalgué fins al segle ii.
En l'astronomia hindú, hi havia una tradició més antiga de 28 nakshatra que s'utilitzaren com a marcadors del cel. Quan aquests van ser localitzats en divisions iguals de l'eclíptica, se n'adoptà una divisió de 27 porcions, ja que es va traduir en una definició més clara de cada porció (o segment) de 13° 20' (en oposició a 12° 51 3/7' en el cas de 28 segments). En el procés, el Nakshatra Abhijit es va quedar sense una porció.:179 El Surya Siddhantha especifica les coordenades dels vint-i-set nakshatra.:211
Aquesta llista de nakshatra dona les regions del cel corresponents, seguint Basham:
| No. | Nom | Estels associats                    | Descripció | Imatge |
| --- | --- | ----------------------------------- | --- | ------ |
| 1   | Ashwini                                                                                                | β i γ Àries                         | - Parella astrològica: Ketu (Node lunar sud) - Símbol: Cap de cavall - Nom rigvèdic: Ashwins, els bessons amb cap de cavall, metges dels déus - Zodíac indi: 0° - 13°20' Mesha - Zodíac occidental: 26° Àries - 9°20' Taure                                                                       |        |
| 2   | Bharani "El traginer"                                                                                  | 35, 39, i 41 Àries                  | - Parella astrològica: Sukra (Venus) - Símbol: Ioni, òrgan reproductiu femení - Nom rigvèdic: Iama, déu de la mort o Dharma - Zodíac indi: 13° 20' - 26°40' Mesha - Zodíac occidental: 9° 20' - 22° 40' Taure                                                                                     |        |
| 3   | KrittikaUn antic nom de les Plèiades,; personificades com les nodrisses de Kārttikeya, un fill de Xiva | Plèiades                            | - Parella astrològica: Suria (Sol) - Símbol: Ganivet o llança - Nom rigvèdic: Agni, déu del foc - Zodíac indi: 26°40' Mesha - 10° Vrishabha - Zodíac occidental: 22° 40' Taure - 6° Bessons |        |
| 4   | Rohini "La vermella", un nom d'Aldebaran, també coneguda com Brāhmī                                    | Aldebaran                           | - Parella astrològica: Chandra (Lluna) - Símbol: Carro o carro de guerra, temple, banià - Nom rigvèdic: Prayápati, el Creador - Zodíac indi: 10° - 23°20' Vrishabha - Zodíac occidental: 6° - 19°20' Bessons                                                                                      |        |
| 5   | Mrigashīra, "El cap de cérvol", també coneguda com āgrahājaṇī                                          | λ, φ Orió                           | - Parella astrològica: Mangala (Mart) - Símbol: Cap de cérvol - Nom rigvèdic: Soma, Chandra, la dea Lluna - Zodíac indi: 23° 20' Vrishabha - 6° 40' Mithuna - Zodíac occidental: 19°20' Bessons - 2°40' Cranc                                                                                     |        |
| 6   | Ardra "L'humit"                                                                                        | Betelgeuse                          | - Parella astrològica: Raju (Node lunar nord) - Símbol: Llàgrima, diamant, un cap humà - Nom rigvèdic: Rudra, el déu de la tempesta - Zodíac indi: 6° 40' - 20° Mithuna - Zodíac occidental: 2° 40' - 16° Cranc                                                                                   |        |
| 7   | Punarvasu (dual) "Els dos cambrers dels déus", també coneguts com yamakau, "els dos carros"            | Càstor i Pòl·lux                    | - Parella astrológica: Guru (Júpiter) - Símbol: Arc i carcaix - Nom rigvèdic: Aditi, mare dels déus - Zodíac indi: 20° Mithuna - 3°20' Karka - Zodíac occidental: 16° - 29°20' Cranc |        |
| 8   | Pushya/Tishya, "La nodrissa", també coneguda com sidhya o tuṣja                                        | γ, δ i θ Cranc                      | - Parella astrològica: Shani (Saturn) - Símbol: Ubre de vaca, lotus, fletxa i cercle - Nom rigvèdic: Brihaspati, sacerdot dels indis - Zodíac indi: 3°20' -16°40' Karka - Zodíac occidental: 29°20' Cranc-12°40' Lleó                                                                             |        |
| 9   | Ashleshā, "L'abraçada"                                                                                 | δ, ε, η, ρ, i σ Hidra               | - Parella astrològica: Budha (Mercuri) - Símbol: Serpent - Nom rigvèdic: Sarpa o Naga, serps divines - Zodíac indi: 16°40' - 30° Karka - Zodíac occidental: 12°40' - 26° Lleó |        |
| 10  | Maghā, "L'abundància"                                                                                  | Regulus                             | - Parella astrològica: Ketu (Node lunar sud) - Símbol: Tron real - Nom rigvèdic: Pitrí, 'Els pares', ancestres - Zodíac indi: 0° - 13°20' Simha - Zodíac occidental: 26° Leo - 9°20' Verge |        |
| 11  | Pūrva Phalgunī, "Primer rogenc"                                                                        | δ i θ Lleó                          | - Parella astrològica: Sukra (Venus) - Símbol: Capçalera del llit, hamaca, figuera - Nom rigvèdic: Aryaman, déu del patronatge i els favors - Zodíac indi: 13°20' - 26°40' Simha - Zodíac occidental: 9°20' - 22°40' Verge                                                                        |        |
| 12  | Uttara Phalgunī, "Segon rogenc"                                                                        | Denèbola                            | - Parella astrològica: Suria (Déu solar) - Símbol: Llit de quatre potes, hamaca - Nom rigvèdic: Bhaga, déu matrimonial i de la prosperitat - Zodíac indi: 26°40' Simha- 10° Kanya - Zodíac occidental: 22°40' Virgo - 6° Lliura                                                                   |        |
| 13  | Fins, "La mà"                                                                                          | α, β, γ, δ i ε Corb                 | - Parella astrològica: Chandra (Lluna) - Símbol: Mà o puny - Nom rigvèdic: Savitar, el Déu Sol - Zodíac indi: 10° - 23°20' Kanya - Zodíac occidental: 6° - 19°20' Lliura |        |
| 14  | Chitra, "El brillant", un nom de Spica                                                                 | Spica (estel)                       | - Parella astrològica: Mangala (Mart) - Símbol: Brillant o perla - Nom rigvèdic: Tuastri, Vishwakarma - Zodíac indi: 23°20' Kanya - 6°40' Tula - Zodíac occidental: 19°20' Lliura - 2°40' Escorpió                                                                                                |        |
| 15  | Swātu, "El seu-Ati" (sànscrit); "molt bo", nom d'Arcturus                                              | Arcturus                            | - Parella astrològica: Raju (Node lunar nord) - Símbol: Brot, corall - Nom rigvèdic: Vaiu, el déu del ent - Zodíac indi: 6°40' - 20° Tula - Zodíac occidental: 2°40' - 16° Escorpió |        |
| 16  | Visakha, "Enramat"; també conegut com rādhā, "el regal"                                                | α, β, γ i ι Balança                 | - Parella astrològica: Guru (Júpiter) - Símbol: L'arc triomfal, torn de terrissaire - Nom rigvèdic: Indra, el cap dels déus; Agni, déu del foc - Zodíac indi: 20° Tula - 3°20' Vrishchika - Zodíac occidental: 16° - 29°20' Escorpió                                                              |        |
| 17  | Anuradha "Següent, rādhā"                                                                              | β, δ i π Escorpió                   | - Parella astrològica: Shani (Saturn) - Símbol: Arc triomfal, lotus - Nom rigvèdic: Mitra, un dels Aditya de l'amistat i la col·laboració - Zodíac indi: 3°20' - 16°40' Vrishchika - Zodíac occidental: 29°20' Escorpió - 12°40' Sagitari                                                         |        |
| 18  | Jyeshtha "El primogènit, el més excel·lent"                                                            | α, σ, i τ Escorpió                  | - Parella astrològica: Budha (Mercuri) - Símbol: amulet circular, paraigua, circell - Nom rigvèdic: Indra, cap dels déus - Zodíac indi: 16°40' - 30° Vrishchika - Zodíac occidental: 12°40' - 26° Sagitari                                                                                        |        |
| 19  | Mula "L'arrel"                                                                                         | ε, ζ, η, θ, ι, κ, λ, μ i ν Escorpió | - Parella astrològica: Ketu (Node lunar sud) - Símbol: Feix d'arrels lligades juntes, la trompa de l'elefant - Nom rigvèdic: Nirrti, cim dels assoliments materials i el començament de l'impuls espiritual - Zodíac indi: 0° - 13°20' Dhanus - Zodíac occidental: 26° Sagitari - 9°20' Capricorn |        |
| 20  | Purva Ashadha, "Primer dels aṣāḍhā", aṣāḍhā "l'invencible", nom d'una constel·lació                    | δ i ε Sagitari                      | - Parella astrològica: Sukra (Venus) - Símbol: Pèl d'elefant, ventall, sedàs - Nom rigvèdic: Apah, déu de l'aigua - Zodíac indi: 13°20' - 26°40' Dhanus - Zodíac occidental: 9°20' - 22°40' Capricorn                                                                                             |        |
| 21  | Uttara Ashadha, "Segon dels aṣāḍhā"                                                                    | ζ i σ Sagitari                      | - Parella astrològica: Suria (Déu solar) - Símbol: Pèl d'elefant, llit petit - Nom rigvèdic: Visuadevas, déus universals - Zodíac indi: 26°40' Dhanus - 10° Makara - Zodíac occidental: 22°40' Capricorn - 6° Aquari                                                                              |        |
| 22  | Abhijit "El victoriós"                                                                                 | α, ε i ζ Lira - Vega                | Parella astrològica: Brahma - Zodíac indi: 6°40' Makara - 10°53' Makara |        |
| 23  | Shravana                                                                                               | α, β i γ Àguila                     | - Parella astrolgica: Chandra (Lluna) - Símbol: Orella o tres petjades - Nom rigvèdic: Visnú, preservador de l'univers - Zodíac indi: 10° - 23°20' Makara - Zodíac occidental: 6° - 19°20' Aquari                                                                                                 |        |
| 24  | Dhanishta, "El més famós", també Shravishthā, "el més ràpid"                                           | α fins a δ Delfí                    | - Parella astrològica: Mangala (Mart) - Símbol: Tambor o flauta - Nom rigvèdic: Vuit vasus, deïtats de l'abundància de la terra - Zodíac indi: 23°20' Makara - 6°40' Kumbha - Zodíac occidental: 19°20' Aquari - 2°40' Peixos                                                                     |        |
| 25  | Shatabhisha, "Reunió de cent metges"                                                                   | Gamma Aquarii                       | - Parella astrològica: Raju (Node lunar nord) - Símbol: Cercle buit, mil flors o estels - Nom rigvèdico: Varuna, déu de les aigües celestials - Zodíac indi: 6°40' - 20° Kumbha - Zodíac occidental: 2°40' - 16° Peixos                                                                           |        |
| 26  | Purva Bhadrapada, "El primer dels peus beneïts"                                                        | α i β Pegàs                         | - Parella astrològica: Guru (Júpiter) - Símbol: Espases o la capçalera del llit funerari, persona amb dues cares - Nom rigvèdic: Ajaikapada, un ancià drac de foc - Zodíac indi: 20° Kumbha - 3°20' Meena - Zodíac occidental: 16° - 29°20' Peixos                                                |        |
| 27  | Uttara Bhadrapada, "El segon dels peus beneïts"                                                        | γ Pegàs i α Andròmeda               | - Parella astrològica: Shani (Saturn) - Símbol: Bessons, potes posteriors del llit funerari, serp en l'aigua - Nom rigvèdic: Ahir Budhyana, serp o drac de les profunditats - Zodíac indi: 3°20' - 16°40' Meena - Zodíac occidental: 29°20' Peixos - 12°40' Àries                                 |        |
| 28  | Revati, "Pròsper"                                                                                      | ζ Peixos                            | - Parella astrològica: Budha (Mercuri) - Símbol: Peix o una parella de peixos, tambor - Nom rigvèdic: Pushán, nodridor, deïtat protectora - Zodíac indi: 16°40' - 30° Meena - Zodíac occidental: 12°40' - 26° Àries                                                                               |        |

## Padas (quarts)
Cadascun dels 27 nakshatra cobreix 13° 20' de l'eclíptica. Cada nakshatra també es divideix en quarts o pada de 3° 20', i la taula que figura tot seguit enumera el so d'inici apropiat per anomenar el xiquet o xiqueta. Els 27 nakshatra, cadascú amb 4 pada, en donen 108, que és el nombre de comptes en un japa mala, indicant tots els elements (ansh) de Vishnu:
| N° | Nom                                           | Pada 1    | Pada 2   | Pada 3          | Pada 4     | Senyor Vimsottari | Deïtat Reglada  |
| -- | --------------------------------------------- | --------- | -------- | --------------- | ---------- | ----------------- | --------------- |
| 1  | Aśvini (अश्विनि)                                 | चु Chu     | चे Che    | चो Cho           | ला La       | Ketu              | Aswini Kumara   |
| 2  | Bharaṇī (भरणी)                                 | ली Li      | लू Dl.    | ले Li            | लो El       | Venus             | Yama            |
| 3  | Kṛttikā (कृत्तिका)                                | अ A       | ई I      | उ O             | ए          | Sol               | Agni            |
| 4  | Rohiṇī (रोहिणी)                                  | ओ O       | वा Va/Ba  | वी Vaig veure/Bi | वु Vu/Bu    | Lluna             | Brahma          |
| 5  | Mṛgaśīrṣā(म्रृगशीर्षा)                             | वे Veu/Be  | वो Vo/Bo  | का Ca            | की Ke       | Mart              | Lluna           |
| 6  | Ārdrā (आर्द्रा)                                  | कु Ku      | घ Gha    | ङ Ng/Na         | छ Chha     | Rahu              | Shiva           |
| 7  | Punarvasu (पुनर्वसु)                             | के Ke      | को Ko     | हा Ha            | ही Hi       | Júpiter           | Aditi           |
| 8  | Puṣja (पुष्य)                                   | हु Hu      | हे He     | हो Ho            | ड Dona     | Saturn            | Jupiter         |
| 9  | Āśliṣā (आश्लेषा)                                 | डी Di      | डू Du     | डे De            | डो Do       | Mercuri           | Rahu            |
| 10 | Maghā (मघा)                                    | मा Dt.     | मी El meu | मू Mu            | मे Em       | Ketu              | Pitr            |
| 11 | Pūrva or Pūrva Phālgunī (पूर्व फाल्गुनी)            | नो Mo      | टा Ta     | टी Tu            | टू El teu   | Venus             | Bhaga           |
| 12 | Uttara or Uttara Phālgunī (उत्तर फाल्गुनी)         | टे Et      | टो To     | पा Pa            | पी Pi       | Sol               | Sol             |
| 13 | Fins a (हस्त)                                  | पू Pu      | ष Sha    | ण Na            | ठ Tha      | Lluna             | Savitr          |
| 14 | Chitrā (चित्रा)                                  | पे Pe      | पो Po     | रा Ra            | री Ri       | Mart              | Vishwakarma     |
| 15 | Svātu (स्वाति)                                   | रू Ru      | रे Re     | रो Ro            | ता Ta       | Rahu              | Vaayu           |
| 16 | Vaig veureśākhā (विशाखा)                         | ती Tu      | तू El teu | ते Et            | तो To       | Júpiter           | IndraAgni       |
| 17 | Anurādhā (अनुराधा)                               | ना Na      | नी Ni     | नू Nu            | ने Ne       | Saturn            | Mitra           |
| 18 | Jyeṣṭhā (ज्येष्ठा)                                | नो No      | या Ja     | यी Yi            | यू Yu       | Mercuri           | Indra           |
| 19 | Mūla (मूल)                                     | ये Ye      | यो Jo     | भा Bha           | भी Bhi      | Ketu              | Varuna, Nirriti |
| 20 | Pūrva Aṣāḍhā (पूर्वाषाढ़ा)                          | भू Bhu     | धा Dha    | फा Bha/Pha       | ढा Dha      | Venus             | Viswadeva       |
| 21 | Uttara Aṣāḍhā (उत्तराषाढ़ा)                        | भे Bhe     | भो Bho    | जा Ja            | जी Ji       | Sol               | Brahma          |
| 22 | Śrāvaṇa (श्रावण)                                | खी Dj./Khi | खू Je/Khu | खे Jo/Khe        | खो Gha/Kho  | Lluna             | Vishnu          |
| 23 | Śrāvaig veureṣṭhā (श्रविष्ठा) or Dhaniṣṭhā (धनिष्ठा) | गा Ga      | गी Gi     | गु Gu            | गे Ge       | Mart              | Vasu            |
| 24 | Śatabhiṣā (शतभिषा)or Śatataraka                 | गो Go      | सा Sa     | सी Si            | सू Su       | Rahu              | Varuna          |
| 25 | Pūrva Bhādrapadā (पूर्वभाद्रपदा)                   | से Se      | सो So     | दा Da            | दी Di       | Júpiter           | AjaEkPada       |
| 26 | Uttara Bhādrapadā (उत्तरभाद्रपदा)                 | दू Du      | थ Tha    | झ Jha           | ञ Dona/Tra | Saturn            | Ahirbudhanya    |
| 27 | Revati (रेवती)                                  | दे De      | दो Do     | च Cha           | ची Chi      | Mercuri           | Pooshan         |